# Pachyuromys duprasi
Pachyuromys duprasi — вид родини мишеві (Muridae). Це єдиний представник роду Pachyuromys (пахіуроміс).

## Поширення
Цей вид має широке поширення в Північній Африці: Алжир, Єгипет, Лівія, Мавританія, Марокко, Туніс, Західна Сахара. Знаходиться в пустелях і напівпустелях з рідкісною рослинністю. Живуть у простих норах близько одного метра глибиною, у твердому піщаному ґрунті. Вони можуть також займають нори інших видів.

## Поведінка
На додаток до листя та насіння вони харчуються комахами. У неволі живе від 5 до 8 років. У дикій природі навряд чи сягає цього віку. Можуть жити як колоніями, так і поодинці. Найбільш активні в сутінках.

## Відтворення
Стають статевозрілими у 2 місяці. Період вагітності: 19 днів. Їхній середній розмір приплоду становить від 3 до 6, дитинчата ссуть молоко 3–4 тижні.

## Фізичні характеристики
Довжина її тіла становить близько 10 см, хвіст завдовжки близько 5 см. Важать близько 40 грамів. Має товсте, м'яке, пухнасте хутро. Волосся на спині жовтого кольору з темно-сірою основою і невеликим чорним кінчиком. Черево біле. Тіло кругла і дещо сплощене. Не має чіткої шиї, обличчям дуже гостре, з великими овальними чорними очима. Вуха розташовані низько. Ноги порівняно короткі. Робить запаси жиру і води у хвості, таким чином вгодованим має добре заокруглений хвіст. 